# Banyubunih
Banyubunih is een bestuurslaag in het regentschap Bangkalan van de provincie Oost-Java, Indonesië. Banyubunih telt 7261 inwoners (volkstelling 2010).